# Palazzo Nainer

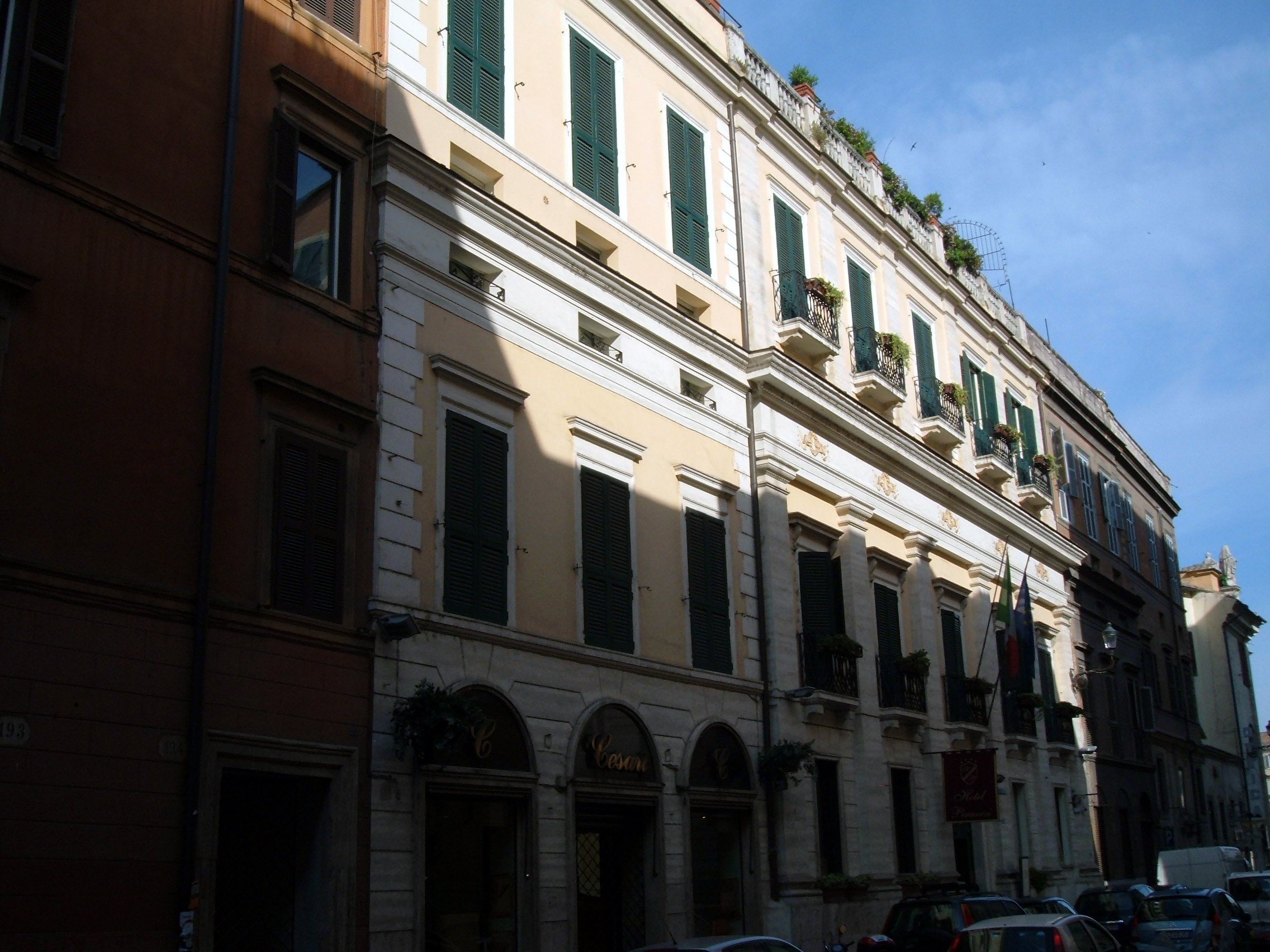
Vista do palácio.

Palazzo Nainer é um palácio localizado na via del Babuino, perto da Piazza del Popolo, no rione Campo Marzio de Roma

## História
O palácio foi construído entre 1818 e 1821 no local de um antigo mosteiro agostiniano no contexto da renovação urbanística e arquitetônica realizada por Valadier na região da Piazza del Popolo e do Tridente. O edifício, que é vizinho da igreja de Santa Maria in Montesanto, é caracterizado por uma longa fachada dividida em três partes. A central, na qual hoje está localizado o Hotel Piranesi, se apresenta em três pisos separados por lesenas: o superior é aberto por janelas com varandas e uma bela cornija rusticada o separa dos dois inferiores. Um terraço com uma balaustrada corre ao longo de toda a parte central do edifício.
O edifício foi reformado em 1872 juntamente com vários outros da região por ocasião da proclamação de Roma como capital do novo Reino da Itália.
Atualmente, além do Hotel Piranesi, o palácio abriga diversos apartamentos privados.